# Eognaphosops cryptoplanoides
Eognaphosops
Genre
Espèce
Eognaphosops cryptoplanoides, unique représentant du genre Eognaphosops, est une espèce fossile d'araignées aranéomorphes de la famille des Gnaphosidae.

## Distribution
Cette espèce a été découverte dans de l'ambre de la mer Baltique. Elle date du Paléogène.

## Publication originale
- Wunderlich, 2011 : Taxonomy of extant and fossil (Eocene) European ground spiders of the family Gnaphosidae (Araneae), with a key to the genera, and discriptions of new taxa. Beiträge zur Araneologie, vol. 6, p. 19–97.